# Assuria
Assuria is een Surinaamse groep van financiële bedrijven. Assuria NV staat genoteerd aan de Suriname Stock Exchange.
Assuria werd op 25 maart 1991 opgericht als fusie van de verzekeringsmaatschappijen NEN, Enna en De Nationale. De geschiedenis gaat terug tot het oprichtingsjaar 1889 van De Eerschte Nederlandsche die later door Enna werd overgenomen. Assuria was voor 44 procent aandeelhouder van De Surinaamsche Bank (DSB), de grootste financiële instelling van Suriname; op grond van de Bankwet mag dit percentage niet hoger worden. Tijdens een aandelenemissie in 2018 tekenden Hakrinbank, Self Reliance (aandeelhouder van Hakrinbank en DSB) en Fatum groot in op een nieuwe aandelenemissie van DBS, waarna het aandeel van Assuria terugzakte naar circa 17,5 procent.
In 2012 zette ze de eerste buitenlandse vestiging op, Assuria Lif Inc. in Guyana. Ook werden meerderheidsbelangen verworven van Gulf Insurance Ltd. en MEGA Insurance Company in Trinidad en Tobago. Deze bedrijven werden van naam gewijzigd in Assuria Life Ltd.
In 2011 werd de Suriname Stock Exchange verhuisd van Het Park naar het trainingscentrum van Assuria. Het hoofdkantoor van Assuria was gevestigd aan de Grote Combéweg en het personeel was verspreid over drie vestigingen in Paramaribo. Op 27 december 2019 werd de Assuria Hermitage High-Rise officieel geopend, waarmee alle medewerkers ondergebracht werden in een vestiging.
Tijdens het 25-jarig bestaan in 2016 werd het Assuria Community Fund opgericht dat projecten met een sociaal-maatschappelijk doel financiële ondersteuning biedt. In hetzelfde jaar richtte Assuria een corporate governance-leerstoel in op de Anton de Kom Universiteit van Suriname.
Tot juni 2017 werd Assuria geleid door Stephen Smit. Hij werd opgevolgd door de twee hoofddirecteuren Armand Achaibersing en Mario Merhai.

## Bedrijven
Assuria is eigenaar van de volgende bedrijven:
- Assuria Levensverzekering NV
- Assuria Schadeverzekering NV
- Assuria Medische Verzekering NV
- Assuria Beleggingsmaatschappij NV
- Interdomestic Trading NV
- DSB-Assuria Vastgoedmaatschappij NV (51%)
- Assuria Real Estate NV
- Gulf Insurance Ltd.
- Appuyant Vastgoed NV (50%)
- Assuria Life Ltd. (97%), Trinidad en Tobago
- Assuria Life Inc. (75%), Guyana
- Assuria General Inc. (75%), Guyana